# 5205-ös mellékút (Magyarország)
Az 5205-ös mellékút egy bő 40 kilométeres hosszúságú, négy számjegyű mellékút Pest vármegye és Bács-Kiskun vármegye határvidékén; Örkénytől húzódik Kunszentmiklós központján át egészen az 51-es főút tassi szakaszáig.

## Nyomvonala
Az 5-ös főútból ágazik ki, annak az 53+450-es kilométerszelvényénél, Örkény központjában, délnyugat felé; ugyanott ér véget az ellenkező irányból, északkelet felől a főútba betorkollva a 4607-es út, mely Albertirsa központjától vezet idáig. Belterületi szakasza a településen rövid, alig több mint fél kilométernyi, ezen mindvégig a Tatárszentgyörgyi út nevet viseli. A 2+350-es kilométerszelvényétől Táborfalva közigazgatási területén húzódik, de lakott helyeket nemigen érint, csak a község nyugati határában létrehozott, nagy kiterjedésű honvédségi gyakorlótér létesítményei között halad el.

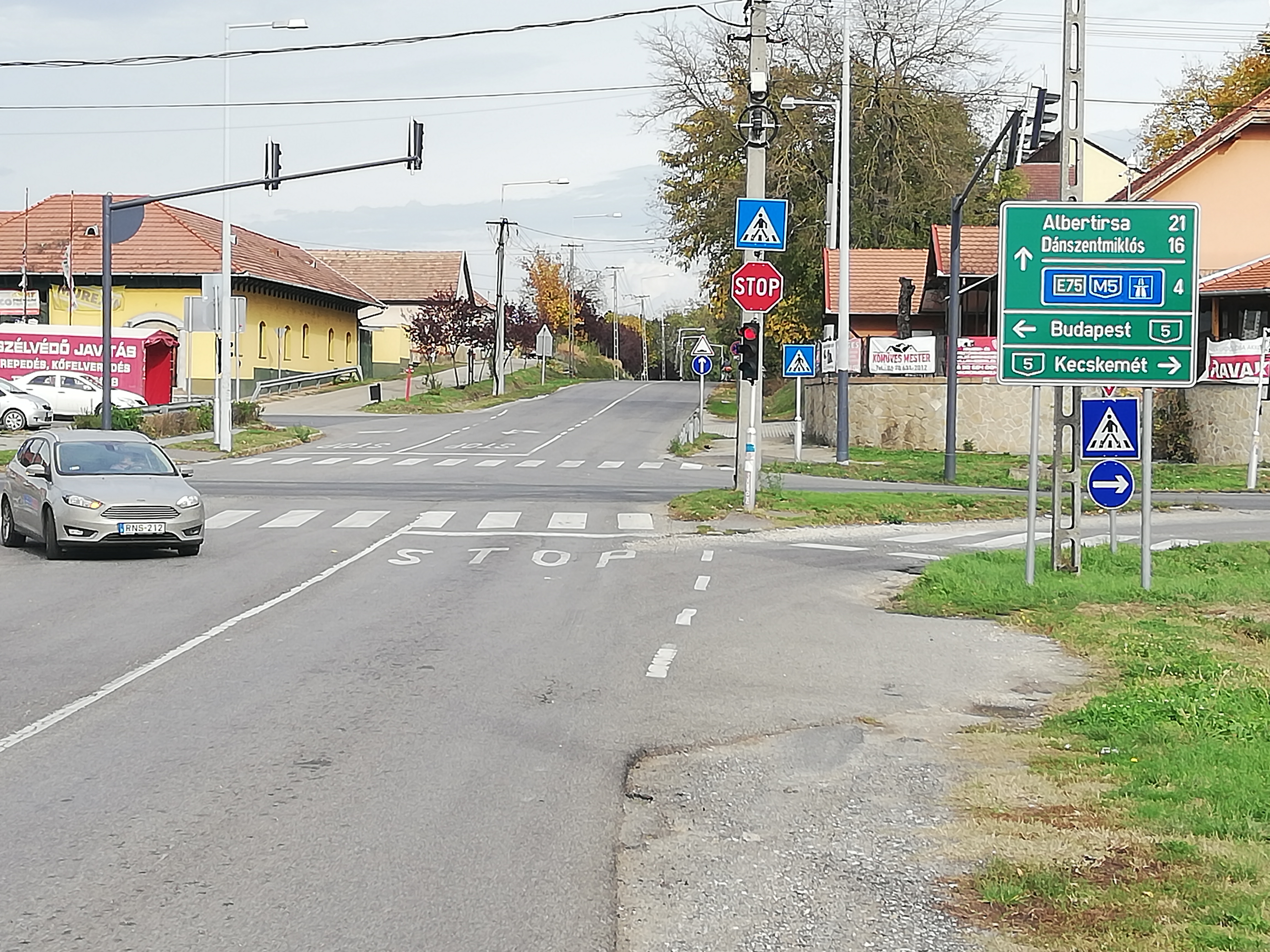
Az 5205-ös és a 4607-es utak, illetve az 5-ös főút keresztezése Örkény központjában

Majdnem pontosan 4,9 kilométer után lépi át Tatárszentgyörgy határát, a község első házait a 6. kilométere közelében éri el. A központig Rákóczi Ferenc utca néven halad, ott – a 6+850-es kilométerszelvénye közelében – keresztezi az 5202-es utat, amely ott már 43,3 kilométer teljesítésén jár túl. Egy szakaszon a Szabadság tér, utána a Peszéri út nevet veszi fel, 7,8 kilométer után pedig már külterületen folytatódik. 11,4 kilométer után kiágazik belőle délkelet felé az 52 112-es számú mellékút – ez korábban Kunbaracsra vezethetett, de ma csak a megyehatárig minősül országos közútnak –, a 12. kilométere után pedig az út elhagyja az addig követett irányát és nyugat-északnyugat felé fordul.
Nagyjából 13,5 kilométer után átszeli a vármegyehatárt és Kunpeszér határai közt folytatódik; e községnek inkább csak az északi részeit harántolja, a 16. kilométere táján. A 17+550-es kilométerszelvénye közelében egy elágazása és egy iránytörése is következik: északról beletorkollik az 5206-os út, Bugyi központja irányából, ugyanott az 5205-ös út újra délnyugatnak fordulva húzódik, Középpeszér településrész legdélebbi utcájaként, a XV. utca nevet viselve.
Kevéssel a 20. kilométere előtt szeli át az út Kunszentmiklós keleti határszélét, és majdnem pontosan a 24. kilométerénél halad át az egykor önálló, ma már csak a város kis külterületi részét képező Kunbábony házai között. Ugyanott nyugatnak fordul, fő iránya ettől kezdve végig ez marad.  A város keleti szélét kicsivel a 30. kilométere előtt éri el, majd a 31+550-es kilométerszelvényénél egy olyan csomópontba érkezik, ahol az 5211-es és az 5203-as úttal is találkozik. Az előbbi itt ér véget, míg az utóbbival az 5205-ösnek rövid, alig több mint 200 méteres közös szakasza következik – kilométer-számozás tekintetében ellenkező irányban húzódva.
Az 5203-astól elválva az út Rákóczi Ferenc utca néven folytatódik, előbb déli, majd délnyugati, hamarosan pedig teljesen nyugati irányban, a belterület nyugati részén a Hunyadi János út, annak szélén pedig a Városkapu út nevet viseli. Így éri el azt az elágazást is, ahol – 34,2 kilométer után – az 52 311-es számú mellékút ágazik ki belőle dél felé, Kunszentmiklós-Tass vasútállomás kiszolgálására, így keresztezi a vasút vágányait is pár lépéssel nyugatabbra, és a város nyugati határszélét is így lépi át, nagyjából 35,3 kilométer megtételét követően.
Tass külterületei közé érve előbb teljesen nyugati irányban húzódik, majd keresztez egy vízfolyást, ami után beér e község lakott területére. Belterületi szakasza a Széchenyi út nevet viseli, így húzódik ott is, ahol kiágazik belőle délnyugati irányban, az 51 341-es számú mellékút, mely a község dunai kikötőjével köti össze a település központját. Az 5205-ös innen északnyugat felé folytatódik, változatlanul Széchenyi út néven, és nem sokkal ezután véget is ér, beletorkollva az 51-es főútba, annak az 58+400-as kilométerszelvénye közelében.
Teljes hossza, az országos közutak térképes nyilvántartását szolgáló kira.gov.hu adatbázisa szerint 40,380 kilométer.

## Története
1934-ben a kereskedelem- és közlekedésügyi miniszter 70 846/1934. számú rendelete a teljes mai szakaszát harmadrendű főúttá nyilvánította, 502-es útszámozással.

## Települések az út mentén
- Örkény
- (Táborfalva)
- Tatárszentgyörgy
- Kunpeszér
- Kunszentmiklós
- Tass